# Taeko Nakanishi
Taeko Nakanishi (中西 妙子, Nakanishi Taeko, née le 11 février 1931) est une seiyū qui a travaillé pour Aoni Production. Elle est surtout connue comme la voix des différentes « méchantes » de Panther Claw dans Cutie Honey et Makaiju (Doom Tree) dans le premier arc de la série Sailor Moon R. Elle fait également la voix de Chris MacNeil dans la version japonaise doublée du film L'Exorciste.

## Rôles

### Anime
- Candy Candy, Annie Girard et la narratrice.
- Sailor Moon R, Makaiju
- 1981 : Yuki, le secret de la montagne magique (ゆき, Yuki?) de Tadashi Imai : Banba

### Fims
- Sailor Moon : les Fleurs maléfiques, Makaiju
- Chirin no Suzu, la mère de Chirin